# Paraspadella hummelincki
Paraspadella hummelincki är en djurart som tillhör fylumet pilmaskar, och som först beskrevs av Alvarino 1970.  Paraspadella hummelincki ingår i släktet Paraspadella och familjen Spadellidae. Inga underarter finns listade i Catalogue of Life.